# Jorge Vásquez (football)
Jorge Alfredo Vásquez (né le 23 avril 1945 au Salvador) est un joueur de football international salvadorien, qui évoluait au poste de milieu de terrain.

## Biographie

### Carrière en sélection
Avec l'équipe du Salvador, il joue entre 1967 et 1972. 
Il figure dans le groupe des sélectionnés lors de la coupe du monde de 1970. Lors du mondial, il joue trois matchs : contre la Belgique, le Mexique et l'Union soviétique.
Il participe également aux Jeux olympiques de 1968 organisés au Mexique.

## Palmarès
Platense Municipal
- Copa Interclubes UNCAF (1) :
  - Vainqueur : 1975.